# Республиканское движение Карелии
Республиканское движение Карелии или Карельское республиканское движение (карел. Karjalan Tazavallan Liike, фин. Karjalan Tasavallan Liike) — карельская регионалистская организация, основанная Вадимом Владимировичем Штепой и его единомышленниками в 2014 году. Организация перестала быть активной в 2015 году после ареста Штепы, официально была распущена в 2019 году, но продолжает существовать неформально как сетевой проект.

## История
РДК изначально являлось интернет форумом про сепаратизм и регионализм в Карелии, в январе 2014 была официально зарегистрирована как общественная организация.
Республиканское движении Карелии организовывало и участвовало в различных протестах, например против бывшего главы Республики Карелия Александра Петровича Худилайнена.
В сентябре 2014 представители РДК участвовали в выборах в Петрозаводский городской совет, но не получили ни одного места.
В декабре 2015 года Вадим Штепа был арестован за «распространение экстремистских материалов», в тот же день, на правительственном новостном сайте «Республика» вышла статья, где Александр Худилайнен пишет, что: «экстремистам не будет воли ни в Петрозаводске, ни в Карелии». После этого Штепа покинул Россию и организация перестала вести активную деятельность. Но в 2017 РДК внесли три законопроекта в законодательное собрание Республики Карелия, предусматривающие использование языков коренных прибалтийско-финских народов Карелии в избирательных бюллетенях на выборах, но предложение было отклонено.

## Цели
Республиканское движение Карелии изначально создавалась как организация, целью которой было получение большей автономии Республики Карелия в составе Российской Федерации, но некоторые местные журналисты и чиновники отмечали сепаратистские настроения в организации.
РДК требовали создание парламентской республики и ликвидацию Единой России.
Республиканское движение Карелии поддерживало языки и культуры коренных народов Республики, были организованы различные мероприятия, такие как фолк-фестиваль «Солнцеворот», по поддержке местной культуры.
Организация поддерживала идеи гражданского национализма и выступала против этнонационалистов.
Движение выступало против присоединения к Финляндии, считая, что это просто станет сменой метрополии.